# Tic Toc Airport
Tic Toc Airport är en flygplats i Chile.   Den ligger i regionen Región de Los Lagos, i den södra delen av landet, 1 100 km söder om huvudstaden Santiago de Chile. Tic Toc Airport ligger 14 meter över havet.
Terrängen runt Tic Toc Airport är kuperad åt sydväst, men åt nordost är den bergig. Havet är nära Tic Toc Airport västerut. Trakten runt Tic Toc Airport är nära nog obefolkad, med mindre än två invånare per kvadratkilometer.. Det finns inga samhällen i närheten. 
I omgivningarna runt Tic Toc Airport växer i huvudsak blandskog.